# Bronisław Sendyka
Bronisław Sendyka (ur. 27 grudnia 1937 w Chmielowie, zm. 18 października 2015) – polski inżynier mechanik, profesor Politechniki Krakowskiej, zajmujący się konstrukcjami silników spalinowych.

## Życiorys
W 1961 ukończył studia na Politechnice Krakowskiej, tam w 1969 obronił pracę doktorską, habilitował się w 1974, w 1985 otrzymał tytuł profesora nauk technicznych. W latach 1990–1995 pracował na Uniwersytecie Durban-Westville. Po powrocie na Politechnikę Krakowską kierował Zakładem Silników Specjalnych, a od 2000 był dyrektorem Instytutu Pojazdów Samochodowych i Silników Spalinowych.

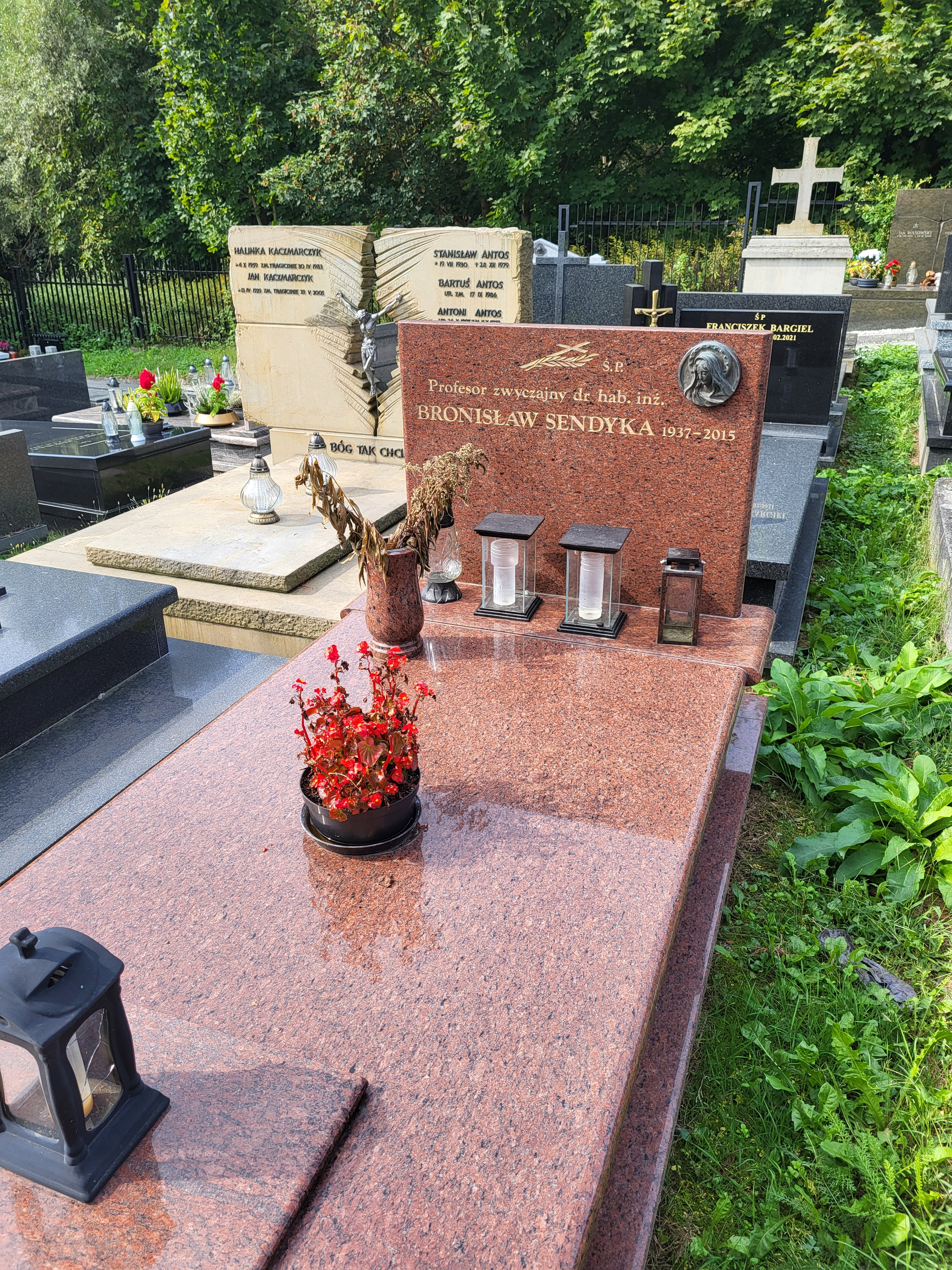
Bronisław Sendyka grave

## Członkostwo
- SAE (International The Engineering Society for Advancing Mobility Land Sea Air and Space),
- Amerykańskie Stowarzyszenie Rozwoju Nauki – American Association for the Advancement of Science (AAAS),
- The New York Academy of Sciences,
- Sekcja Spalania Komitetu Termodynamiki i Spalania Polskiej Akademii Nauk,

## Odznaczenia
- Brązowy Krzyż Zasługi,
- Złoty Krzyż Zasługi,
- Złota Odznaka „Za Pracę Społeczną dla Miasta Krakowa”.